# Figarova svatba
Figarova svatba (v originále Le nozze di Figaro) je název komické opery Wolfganga Amadea Mozarta z roku 1786. Premiéra proběhla 1. května ve Vídni. Autorem libreta je Lorenzo da Ponte. Opera vznikla na základě divadelní hry Figarova svatba, kterou napsal Beaumarchais roku 1778.

## Postavy
- Figaro (basbaryton)
- Il conte di Almaviva (baryton)
- La contessa di Almaviva (soprán)
- Susanna (soprán)
- Cherubino (mezzosoprán)
- Marcellina (soprán)
- Bartolo (bas)
- Basilio (tenor)
- Don Curzio (tenor)
- Antonio (basbaryton)
- Barbarina (soprán)

## Obsah
Figarova svatba je komická opera o čtyřech dějstvích. Její děj se odehrává v 17. století na venkovském šlechtickém sídle ve Španělsku.

### První dějství
Figaro a Zuzana plánují svatbu. Během vyměřování pokoje, ve kterém mají bydlet, se Zuzana svěřuje Figarovi, že ji obtěžuje hrabě Almaviva, což Figara rozčílí. Figara se naopak snaží pro sebe získat Marcellina, které Figaro kdysi nerozvážně slíbil manželství za půjčení peněz.
V druhé části si k Zuzaně přichází pro radu páže Cherubino, zamilovaný do hraběnky Almaviva. Toho se chystá hrabě poslat do války, protože se o jeho lásce vůči své manželce nějak dozvěděl. Cherubino se musí ukrýt, neboť přichází hrabě a snaží se smluvit si se Zuzanou schůzku. Hrabě ukrytého Cherubina objeví a rozkáže mu okamžitě opustit zámek. Do toho všeho přichází Figaro a oznamuje hraběti svou plánovanou svatbu se Zuzanou.

### Druhé dějství
Figaro se snaží vrátit hraběte do náruče hraběnky, aby nechal Zuzanu na pokoji a umožnil jejich svatbu. Používá k tomu dost komplikovaný postup – Zuzana si má smluvit schůzku s hrabětem na večer v zahradě, kam má místo ní přijít Cherubino převlečený do ženských šatů, zároveň se o této schůzce má dozvědět i hraběnka.
Situace se komplikuje, když hrabě málem přistihne Cherubina v pokojích hraběnky, kde se mladík převléká do ženských šatů. Do toho navíc vchází Marcellina a stížností u hraběte se snaží dosáhnout slibované svatby s Figarem.

### Třetí dějství
Hraběnka se chystá potrestat manžela a přemluví Zuzanu, aby si dala s hrabětem schůzku. Problém s Marcellinou je nečekaně vyřešen, když vyjde najevo, že Figaro je ve skutečnosti její syn.
Figaro se dozvídá o plánované schůzce hraběte se Zuzanou a žárlí, protože netuší, že za vším stojí Zuzanina domluva s hraběnkou.

### Čtvrté dějství
Večer v parku za přítomnosti Zuzany a hraběnky (v navzájem vyměněných šatech), hraběte, Figara, Cherubina a několika svědků dochází k sérii předstíraných i vážně míněných vyznání lásky – obvykle nesprávným osobám považovaným za pravé osoby.
Vše se nakonec vysvětlí, hrabě přistižený hraběnkou při pokusu o nevěru je donucen dát svolení k Figarově svatbě se Zuzanou – zkrátka šťastný konec se vším všudy.

## Nahrávky
- 1966 nahrávka rakouského rozhlasu představení na festivalu Salzburger Festspiele v roce 1966. V hlavních rolích: Walter Berry (Figaro), Ingvar Wixell (Hrabě), Claire Watson (Hraběnka), Reri Grist (Zuzana), Edith Mathis (Cherubín), Margaret Bence (Marcellina) a další. Orchestr Vídeňští filharmonikové a Sbor Vídeňské státní opery, řídí Karl Böhm.
- 1968 V hlavních rolích: Dietrich Fischer-Dieskau (Hrabě Almaviva), Gundula Janowitz (Hraběnka), Edith Mathis (Zuzanka), Hermann Prey (Figaro), Tatiana Troyanos (Cherubín), Patricia Johnson (Marcellina), Erwin Wohlfahrt (Basilio), Martin Vantin (Don Curzio), Peter Lagger (Bartolo), Barbara Vogel (Barbarina) a Klaus Hirte (Antonio), Orchestr a sbor Německé státní opery řídí Karl Böhm. Deutsche Grammophon 449 728-2
- 1981 V hlavních rolích: Samuel Ramey (Figaro), Lucia Popp (Zuzanka), Thomas Allen (Hrabě Almaviva), Kiri Te Kanawa (Hraběnka), Frederica von Stade (Cherubín), London Philharmonic Orchestra a the London Opera Chorus řídí Georg Solti. Decca 410 150-2
- 1998 Představení Metropolitní opery v New Yorku, V hlavních rolích: hraběnka Rosina (Renée Fleming), Zuzana (Cecilia Bartoli), Cherubín (Susanne Mentzer), hrabě Almaviva (Dwayne Croft), Figaro (Bryn Terfel) a další. Orchestr a sbor Metropolitní opery řídí: James Levine, produkce: Jonathan Miller[1]

## Film
- 1998 filmový záznam představení v provedení Metropolitní opery v New Yorku (v italském znění s titulky). Účinkují: Renée Flemingová, Cecilia Bartoli, Bryn Terfel, Susanne Mentzerová, Dwayne Croft a další. Dirigent: James Levine. Režie: Jonathan Miller[2]